# Donald Walter Trautman
Donald Walter Trautman (Buffalo, 24 giugno 1936 – 26 febbraio 2022) è stato un vescovo cattolico statunitense.

## Biografia
Donald Walter Trautman è nato a Buffalo, New York, il 24 giugno 1936.

### Formazione e ministero sacerdotale
Ha frequentato la Niagara University di Lewiston. Ha studiato teologia all'Università di Innsbruck sotto Karl Rahner. Nel 1962 conseguì la licenza in sacra teologia.
Il 7 aprile 1962 è stato ordinato presbitero per la diocesi di Buffalo a Innsbruck. Al suo ritorno in patria fu nominato amministratore parrocchiale a Collins e vicario parrocchiale a Buffalo. In seguito studiò per un anno lingue bibliche all'Università Cattolica d'America a Washington. Ha proseguito gli studi presso il Pontificio Istituto Biblico a Roma e nel 1965 ha ottenuto licenza in Sacra Scrittura. Durante il Concilio Vaticano II ha lavorato come un perito (esperto teologico). Nel 1966 ha conseguito il dottorato in sacra teologia presso la Pontificia università "San Tommaso d'Aquino".
Dal 1966 al 1973 ha insegnato scritture e teologia al seminario "San Giovanni Maria Vianney" (oggi seminario "Cristo Re"), dove è stato anche preside degli studenti. Ha operato anche come predicatore di ritiri spirituali per le comunità religiose e vicepresidente e presidente del consiglio pastorale diocesano di Buffalo. È stato segretario privato del vescovo Edward Dennis Head. Nel 1973 è stato nominato cancelliere vescovile e l'anno successivo vicario generale. Nel 1975 è stato nominato prelato d'onore di Sua Santità.

### Ministero episcopale
Il 27 febbraio 1985 papa Giovanni Paolo II lo ha nominato vescovo ausiliare di Buffalo e titolare di Sassura. Ha ricevuto l'ordinazione episcopale il 16 aprile successivo nella cattedrale di San Giuseppe a Buffalo dal vescovo di Buffalo Edward Dennis Head, co-consacranti il vescovo ausiliare della stessa diocesi Bernard Joseph McLaughlin e il vescovo di Ogdensburg Stanislaus Joseph Brzana. Dopo un periodo di attività pastorale, è divenuto rettore del seminario "Cristo Re".
Il 2 giugno 1990 lo stesso papa Giovanni Paolo II lo ha nominato vescovo di Erie. Ha preso possesso della diocesi il 16 luglio 1990. Ha dato energia ai programmi diocesani per la gioventù e le vocazioni, ha rinnovato l'interno della cattedrale di San Pietro, ha istituito un fondo di prestiti diocesano e una casa di riposo per il clero che ha intitolato al suo predecessore, il vescovo Michael Joseph Murphy.
L'edizione del 4 aprile 2007 de L'Osservatore Romano annunciò accidentalmente che il vescovo Trautman era morto confondendolo con monsignor Michael Joseph Murphy, suo predecessore, che era deceduto il 2 aprile. L'errore venne ironizzato anche su una vignetta del settimanale britannico The Tablet.
È stato critico nei confronti del motu proprio Summorum Pontificum e ha dichiarato che quei sacerdoti che intendevano celebrare la messa tridentina avrebbero prima dovuto dimostrare di possedere la conoscenza necessaria delle sue rubriche e della lingua latina. Trautman è stato un sostenitore verbale del "linguaggio inclusivo" ed è stato presidente del comitato episcopale sulla liturgia dal 1993 al 1996, un periodo di grandi controversie. Ha esteso i dibattiti sulle proposte revisioni del Messale Romano e sulla revisione della traduzione del lezionario. La Santa Sede alla fine ha respinto il messale proposto dal comitato nel 1998. Ha fatto parte anche del comitato editoriale di "We Believe!", un gruppo di liturgisti progressisti organizzato nel 1994 per opporsi alle revisioni delle riforme liturgiche.
Nel dicembre del 2011 ha compiuto la visita ad limina.
In seno alla Conferenza dei vescovi cattolici degli Stati Uniti è stato presidente del comitato per la dottrina, del comitato finanziario e del comitato per la liturgia. È stato anche moderatore episcopale dell'apostolato del mare e della Conferenza diocesana sulla gestione fiscale.
Il 31 luglio 2012 papa Benedetto XVI ha accettato la sua rinuncia al governo pastorale della diocesi per raggiunti limiti di età.
È morto il 26 febbraio 2022 all'età di 85 anni.

## Gestione dei casi di abusi sessuali
Il 14 agosto 2018 il procuratore generale della Pennsylvania Josh Shapiro ha pubblicato un rapporto del grand jury sui casi di abusi sessuali in sei diocesi cattoliche della Pennsylvania, tra cui Erie. Nel rapporto i vescovi emeriti Trautman e Murphy sono stati criticati per aver permesso al "prete predatore" Chester Gawronski di rimanere in diocesi nonostante numerose accuse di abusi sessuali. In seguito Trautman ha pubblicato una dichiarazione in cui criticava il ritratto che Shapiro aveva fatto di lui e rilevava che nel 1993 aveva stabilito delle linee guida su come affrontare gli abusi sessuali e che successivamente, nel 2003, aveva istituito l'ufficio diocesano per la protezione dei bambini e dei giovani per proteggere i bambini dagli abusi sessuali. Tuttavia è un dato di fatto che sia Murphy che Trautman abbiano riassegnato più volte Gawronski tra il 1987 e il 2002 e che Trautman nel 2001 abbia rinnovato il mandato di cinque anni di Gawronski come cappellano nella casa "Santa Maria" a Erie.
Due promemoria segreti pubblicati dal sacerdote e futuro vescovo di Altoona-Johnstown Mark Leonard Bartchak nell'agosto del 2005 hanno rivelato che Bartchak aveva detto a Trautman di essere venuto a conoscenza di altri testimoni di casi passati di abuso sessuale mentre indagava su un caso di abuso sessuale contro l'ex sacerdote William Presley e che Trautman in seguito ordinò che "ulteriori testimoni non dovevano essere contattati, soprattutto se si considera che non è probabile che porteranno informazioni sui crimini contro i minori". Un accusatore di sesso maschile aveva precedentemente divulgato le sue accuse di abuso sessuale contro Presley alla diocesi nel 1982, nel 1987 e nel 2002. Presley nel 1986 si era trasferito nella diocesi di Harrisburg.
Nel giugno del 2019 James Bottlinger, che aveva citato in giudizio la diocesi di Buffalo, ha accusato monsignor Trautman di aver protetto il suo violentatore, il reverendo Michael Freeman, da potenziali azioni giudiziarie quando era vescovo ausiliare nel 1980. Trautman ha negato di aver visto Bottlinger negli alloggi privati di Freeman. Bottlinger ha affermato che Freeman avesse iniziato ad abusare di lui nel 1984 e in seguito ha dichiarato che Trautman gli avesse detto che non avrebbe mai dovuto mettersi nella posizione di subire gli abusi. Altri due uomini hanno accusato Freeman di averli molestati quando erano ragazzi ed è emerso che contro Freeman erano state presentate segnalazioni già nel 1981. Freeman morì nel 2010.

## Genealogia episcopale
La genealogia episcopale è:
- Cardinale Scipione Rebiba
- Cardinale Giulio Antonio Santori
- Cardinale Girolamo Bernerio, O.P.
- Arcivescovo Galeazzo Sanvitale
- Cardinale Ludovico Ludovisi
- Cardinale Luigi Caetani
- Cardinale Ulderico Carpegna
- Cardinale Paluzzo Paluzzi Altieri degli Albertoni
- Papa Benedetto XIII
- Papa Benedetto XIV
- Papa Clemente XIII
- Cardinale Marcantonio Colonna
- Cardinale Giacinto Sigismondo Gerdil, B.
- Cardinale Giulio Maria della Somaglia
- Cardinale Carlo Odescalchi, S.I.
- Cardinale Costantino Patrizi Naro
- Cardinale Lucido Maria Parocchi
- Papa Pio X
- Papa Benedetto XV
- Papa Pio XII
- Cardinale Francis Joseph Spellman
- Cardinale Terence James Cooke
- Vescovo Edward Dennis Head
- Vescovo Donald Walter Trautman